# Canva
Canva（キャンバ）は、オンライングラフィックデザインソフトウェア、あるいはその提供企業。

## 歴史
2013年1月1日パースで創業した。初年度には75万人以上の利用者を集めた。2014年4月、ガイ・カワサキをチーフエバンジェリスト（ブランド・プロモーター）として迎えた。2015年にはマーケティング用素材に集中した「Canva for Work」を公開した。
2016年から2017年にかけて、330万AU$の損失を出したものの、収益は680万AU$から2350万AU$に増大した。2017年の段階で、企業として採算性を獲得し、有償ユーザーは294,000人を数えた。
2018年1月には、複数の投資会社から4000万AU$の資金を調達し、企業価値は10億AU$に達したと発表した。投資会社の中には複数の年金ファンドも含まれていた。2019年3月にはさらに4000万AU$を調達、企業価値は25億AU$に達した。10月には8500万AU$を追加して企業価値は32億AU$となり、企業向けサービスを開始した。12月には教育市場向けの無償アプリ「Canva for Education」を発表した。
2020年6月FedEx Office、7月にはオフィス・デポとそれぞれ提携した。
2020年6月には企業価値は60億AU$であったが、2021年9月には400億AU$にまで成長した。2021年9月2億US$の資金を集め、同年の企業価値は最高で400億US$。2022年9月の時点で、企業価値は平均260億US$に急落（2021年の最高額から35%下落）したが、それでもオーストラリアのテクノロジー企業としてはアトラシアンと並び人気のある企業であった。2022年3月にはユーザー数は7500万人以上であった。
2021年には共同設立者であるパーキンスとオブレヒトは、慈善活動に寄付する計画を明らかにした。2023年に両者はオーストラリアン・ファイナンシャル・レヴューにオーストラリアでもっとも裕福な10人に含まれる人物として紹介された。
2022年12月7日、広告をAIでサポートする「Magic Write」を公開した。2023年3月22日には、既存のデザインにおすすめのグラフィックとデザインを作成する新しいツールを発表した。2024年1月11日、OpenAIのGPTストアで独自のGPTを公開した。
Canvaはオフィス分野のウェブサイトと仮想ホワイトボード製品において、Googleやマイクロソフトと競合関係にあると公表している。

### 情報漏洩
2019年5月、1億3900万人分のデータが漏洩した。漏洩内容にはユーザーの実名、ユーザー名、メールアドレス、地理的情報、パスワードが含まれていた。初動となる顧客へのメールにおいて自賛的な広告に埋もれる形で詳報を伝えたため、批判にさらされることとなった。2020年1月になって約400万人分のパスワードが解析されオンラインで共有された。

### 買収活動
2018年、プレゼンテーション分野の事業拡大のため、同分野のスタートアップ企業Zeetingsを買収した
2019年5月、ドイツの無償ストック写真サイトPixabayとPexelsを買収、Canvaのユーザーは両サイトの写真をデザインに用いることが可能となった。
2021年2月、オーストラリアのスタートアップ企業Kaleido.aiとチェコのSmartmockupsを買収した。
2024年3月、Affinityシリーズの開発元であるイギリスのSerif Europeを3億8000万US$で買収した。